# Herbert Schnädelbach

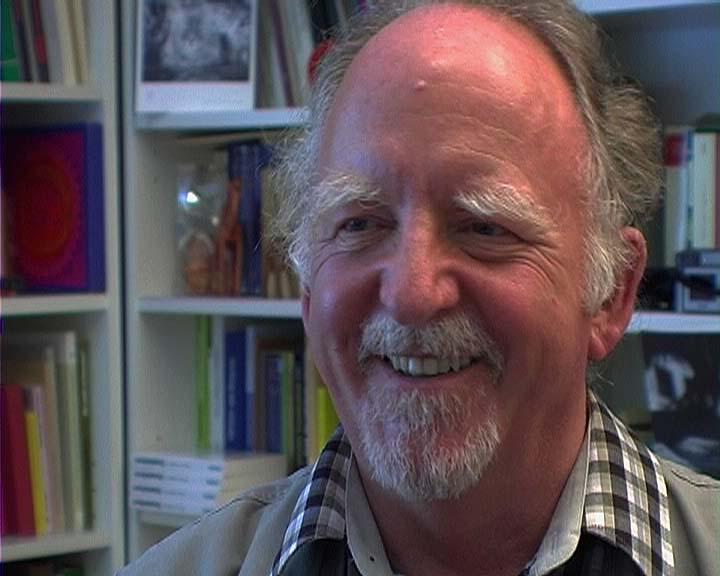
Herbert Schnädelbach (zdjęcie z 2007 r.)

Herbert Schnädelbach (ur. 6 sierpnia 1936, Altenburg, Turyngia, zm. 9 listopada 2024 w Hamburgu) – filozof niemiecki.

## Życiorys
W 1955 roku podjął studia w zakresie filozofii, socjologii, historii i germanistyki na Uniwersytecie im. J. W. Goethego we Frankfurcie nad Menem. W 1965 r. uzyskał promocję doktorską u Theodora W. Adorna na podstawie dysertacji o Heglu, oraz złożył egzaminy z socjologii i germanistyki jako kierunków pobocznych u Jürgena Habermasa i Paula Stöckleina.
W 1977 r. uzyskał stanowisko profesorskie i pierwszego dziekana Wydziału Filozofii Uniwersytetu im. J.W. Goethego we Frankfurcie nad Menem. W 1978 r. uzyskał profesurę z zakresu filozofii społecznej na Uniwersytecie w Hamburgu. W 1993 r. został mianowany na stanowisko profesora na Uniwersytecie im. Humboldta w Berlinie.

## W języku polskim
- Filozofia w Niemczech 1831-1933 (tłum. Krystyna Krzemieniowa, wyd. Wydawnictwo Naukowe PWN, Warszawa 1992),
- Filozofia. Podstawowe pytania, wraz z Ekkehardem Martensem (tłum. Krystyna Krzemieniowa, wyd. Wiedza Powszechna, Warszawa 1995 i 1998),
- Rozum i historia. Odczyty i rozprawy, tom 1 (tłum. Krystyna Krzemieniowa, wyd. Oficyna Naukowa, Warszawa 2001),
- Próba rehabilitacji animal rationale. Odczyty i rozprawy, tom 2 (tłum. Krystyna Krzemieniowa, wyd. Oficyna Naukowa, Warszawa 2001),
- Hegel: wprowadzenie (tłum. Andrzej Noras, wyd. Oficyna Naukowa, Warszawa 2006).